# Unbreakable – The Greatest Hits Vol. 1
Unbreakable - The Greatest Hits Vol. 1 – płyta "greatest hits" zespołu Westlife. Album dotarł do pierwszego miejsca UK Singles Chart, a jego sprzedaż w Wielkiej Brytanii przekroczyła 1,4 miliona egzemplarzy. Płyta zawiera sześć nowych utworów, z czego trzy zostały singlami.

## Spis utworów
1. Swear It Again (Radio Edit)
2. If I Let You Go (Radio Edit)
3. Flying Without Wings
4. I Have A Dream (Remix)
5. Fool Again (2000 Remix)
6. Against All Odds (feat Mariah Carey)
7. My Love (Radio Edit)
8. What Makes A Man (Wielka Brytania)/I Lay My Love on You (Świat)
9. Uptown Girl (Radio Edit)
10. Queen of My Heart (Radio Edit)
11. World of Our Own (US Mix)
12. Bop Bop Baby
13. Unbreakable (Single Remix)
14. Written in the Stars
15. How Does It Feel
16. Tonight
17. Love Takes Two
18. Miss You Nights

### Wersja Azjatycka: Bonus Track
20. Flying Without Wings (feat. BoA)

### Wersja Meksykańska: Bonus Track
20. Flying Without Wings (feat. Cristian Castro)

## Pozycje na listach
| Kraj            | Najwyższa pozycja | Certyfikat |
| --------------- | ----------------- | ---------- |
| Wielka Brytania | 1                 | 4x Platyna |
| Irlandia        | 1                 |            |
| Filipiny        | 1                 |            |
| Szwecja         | 2                 | Platyna    |
| Holandia        | 3                 |            |
| Dania           | 4                 |            |
| Nowa Zelandia   | 4                 |            |
| Norwegia        | 10                |            |
| Włochy          | 14                |            |
| Szwajcaria      | 14                |            |
| Belgia          | 27                |            |